# Saga pedo
Saga pedo е вид насекомо от семейство Tettigoniidae. Видът е световно застрашен, със статут Уязвим.

## Разпространение
Разпространен е в Австрия, Азербайджан, Армения, България, Германия, Грузия, Испания, Италия, Казахстан, Киргизстан, Китай, Румъния, Русия, Словакия, Сърбия, Таджикистан, Туркменистан, Узбекистан, Украйна, Унгария, Франция, Черна гора, Чехия и Швейцария.